# II. Henrik cseh király
II. Henrik (1273 körül – Tiroli vár (Schloss Tirol), 1335. április 2.), csehül: Jindřich Korutanský, németül: Heinrich von Kärnten, Karintia hercege és Tirol grófja, valamint cseh király. Görzi Erzsébet szicíliai királyné nagybátyja.

## Élete
Édesapja Menyhért karintiai herceg, édesanyja Bajor Erzsébet német királyné, IV. Konrád német király özvegye, valamint II. Ottó bajor herceg és Ágnes pfalzi hercegnő leánya.
Henrik volt szülei legkisebb fiúgyermeke, azonban három bátyja (Ottó, Albert, Lajos) fiúörökös nélkül halt meg, így Henrik örökölte Karintia trónját. Henrik 1306 február 13-án előtt feleségül vette Přemysl Anna cseh hercegnőt, II. Vencel cseh király legidősebb lányát. Így amikor 1306-ban (augusztus 4-én) meghalt Anna bátyja, III. Vencel, a cseh nemesek egy része királlyá választotta Henriket. Henriknek nemsokára menekülnie kellett, mivel felesége mostohaanyjának új férje is harcba szállt a cseh koronáért. Hamarosan vérhasban meghalt Habsburg Rudolf, miközben a Henriket támogató nemesekkel hadakozott. Ekkor Henrik átvette a hatalmat.[forrás?]
Később VII. Henrik német-római császár meg szerette volna szerezni Csehországot, ezért fiát, Luxemburgi Jánost összeházasította Henrik sógornőjével, Přemysl Erzsébettel. A pár német segédhaddal támogatott serege elűzte Henriket és Annát, akik Karintiába mentek, ahol Henrik bátyja halálát követően Karintia egyeduralkodója lett. 1313 szeptemberében meghalt Anna. Henrik még az év folyamán újra megházasodott, választottja pedig Adelheid braunschweig-lüneburgi hercegnő lett. Második felesége halála után Henrik feleségül vette Beatrix savoyai grófnőt. Házasságuk gyermektelen maradt.
Azonban Tirolban és Karintiában sem mosolygott rá a szerencse. Folyton pártot cserélt és a Habsburgok, majd a Luxemburgok, végül pedig a Wittelsbachok támogatója lett, hogy örökös pénzzavarából meneküljön. Csak két leányt hagyott hátra: Adelheidot (megh. 1317) és Margitot, ki Cseh János fiához, Jánoshoz ment nőül. Tirol ő rájuk szállott.

## Gyermekei
- 1. feleségétől, Přemysl Anna (1290–1313) cseh hercegnőtől, 1 fiú:[3]
  - Lipót (1307. május 17. – 1316 körül)
- 2. feleségétől, Adelhaid (1285–1320) braunschweigi hercegnőtől, 2 leány:
  - Adelhaid (1317–1325)
  - Margit (1318–1369) Tirol grófnője, 1. férje Luxemburgi János Henrik morva őrgróf (1322–1375), házasságuk gyermektelen maradt, 2. férje V. Henrik felső-bajor herceg (1316–1361), 3 gyermek, többek közt:
    - Menyhért (1344–1363), Tirol grófja III. Menyhért néven és felső-bajor herceg, felesége Habsburg Margit (1346–1366), gyermekei nem születtek
- 3. feleségétől, Beatrix (1310–1331) savoyai hercegnőtől gyermekei nem születtek

Házasságon kívüli kapcsolataiból:
- Diemut úrnőtől, 1 fiú:
  - Máté (megh. 1363), Brixen püspöke
- ismeretlen ágyasától, 1 fiú:
  - Albert
- Flura von Galsaun úrnőtől, 1 fiú:
  - Mátyás (megh. 1357)